# 三氧化氙
三氧化氙是一种不稳定的化合物，其中氙的化合价为+6。它是很强的氧化剂，会缓慢从水中释放氧气，暴露于阳光下会加速反应。它与有机化合物接触时可能会爆炸。它爆炸时会释放氙气和氧气。

## 化学性质
三氧化氙是一种强氧化剂，可以氧化大多数可以氧化的物质。然而，它的氧化反应缓慢，这降低了它的实用性。
超过 25 °C时，三氧化氙非常容易发生剧烈爆炸：
2 XeO3 → 2 Xe + 3 O2  (ΔHf = −402 kJ/mol)
当三氧化氙溶于水时，会产生酸性的氙酸溶液：
XeO3(aq) + H2O → H2XeO4 ⇌ H+ + HXeO−
4
该溶液在室温下稳定，没有三氧化氙那样的爆炸性。它可以将羧酸定量地氧化成二氧化碳和水。
三氧化氙溶解在碱性溶液中会形成氙酸盐。HXeO−
4 阴离子是氙酸盐溶液中的主要物种。它们并不稳定，会歧化成高氙酸盐（氧化态+8）和氙气。 含有 XeO4−
6 离子的高氙酸盐可以通过 XeO
3 和氢氧化物溶液反应而成。三氧化氙和KF、RbF和CsF反应，形成通式为 MXeO
3F的化合物。

## 物理性质
六氟化氙或四氟化氙的水解会产生三氧化氙溶液，通过蒸发可以得到无色的 XeO3 晶体。这些晶体在干燥空气中可稳定数天，但容易从潮湿空气中吸收水分，形成浓溶液。三氧化氙是正交晶系的，晶格参数 a = 6.163 Å、b = 8.115 Å和c = 5.234 Å。它的密度为 4.55 g/cm3。
|                          |              |                  |
| XeO3晶体一部分的球棍模型 | 空间填充模型 | 氙原子的几何配位 |

## 危险性
XeO3 应该非常小心地处理，因为样品在室温下随时发生爆炸。干的三氧化氙晶体与纤维素发生爆炸性反应。